# Partidos políticos nos Estados Unidos
Este artigo apresenta o desenvolvimento histórico e o papel dos partidos políticos dos Estados Unidos. Durante a maior parte de sua história, a política americana tem sido dominada pelo sistema bipartidário. No entanto, a Constituição dos Estados Unidos nunca disse nada sobre a questão dos partidos políticos; à época em que foi sancionada, em 1787, não havia partidos no país. A necessidade de angariar apoio popular numa república levou à invenção dos partidos políticos na década de 1790. Os americanos inovaram ao criar novas técnicas de campanha que ligavam a opinião pública à política pública através do partido.
Os cientistas políticos e historiadores dividem o desenvolvimento do sistema bipartidário americano em cinco eras. O atual sistema consiste dos partidos Republicano e Democrata. Diversos partidos pequenos também operam nos Estados Unidos e, de tempos em tempos, elegem alguns representantes a nível municipal.

## Partidos atuais
O sistema político-partidário atual dos Estados Unidos é o bipartidarismo; dominado pelos partidos Republicano e Democrata. Esses dois partidos ganharam todas as eleições presidenciais no país desde o pleito de 1852. Eles têm se revezado no controle do Congresso desde pelo menos 1856.

### Partido Democrata

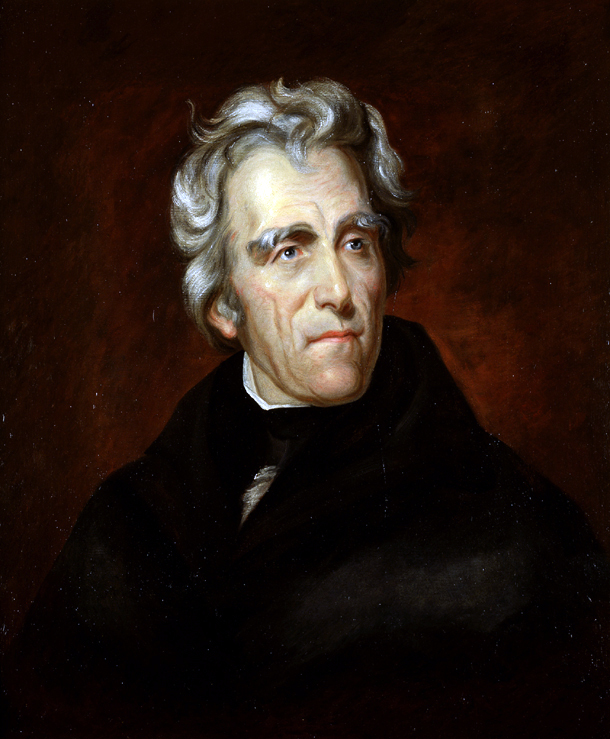
Andrew Jackson, que governou entre 1829 e 1837, foi o primeiro Presidente estadunidense membro do Partido Democrata.

O Partido Democrata é um dos dois maiores partidos políticos dos Estados Unidos. É o partido político mais antigo do mundo. O Partido Democrata tem sido, desde a divisão do Partido Republicano nas eleições de 1912, a força progressista do país, se posicionando a favor do trabalho nas questões econômicas e sociais. A filosofia econômica de Franklin D. Roosevelt, que influenciou enormemente o liberalismo estadunidense, tem moldado boa parte da agenda política do partido desde a eleição de 1932. A coalizão do New Deal — uma união dos democratas com sindicalistas, operários, minorias (raciais, étnicas e religiosas), fazendeiros, sulistas brancos, intelectuais e com a máquina pública de várias cidades — controlou a Casa Branca até 1968, com a exceção dos dois mandatos de Dwight D. Eisenhower (de 1953 a 1961).
Em 2004, o Partido Democrata era o maior do país, com 72 milhões de eleitores (42,6% dos 169 milhões de eleitores registrados) afirmando serem filiados ao partido. O presidente Joe Biden é o 16.º democrata a ser eleito presidente dos Estados Unidos. O Partido Democrata hoje é a maioria na Câmara dos Representantes. 

### Partido Republicano

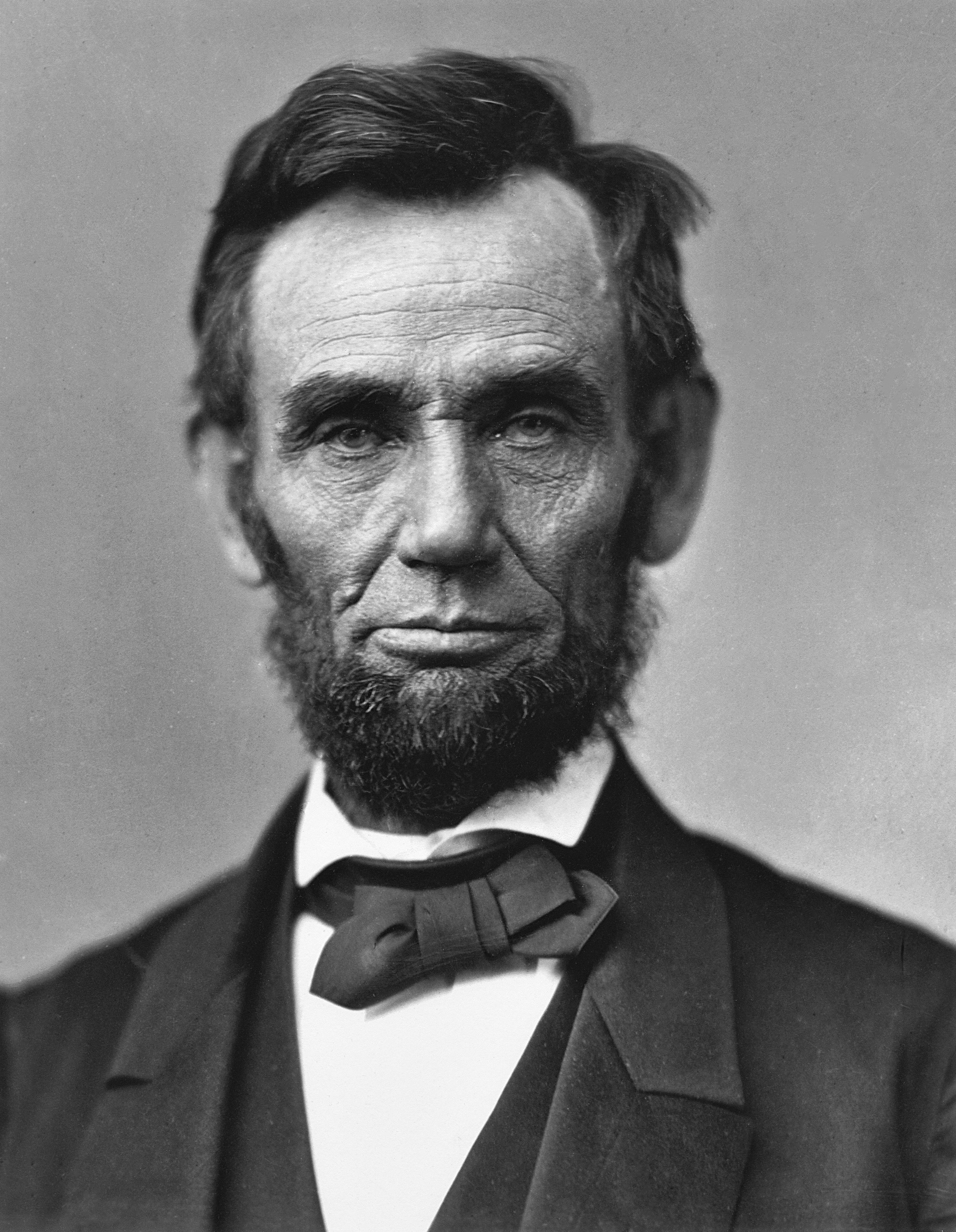
Abraham Lincoln, que governou entre 1861 e 1865, foi o primeiro Presidente estadunidense membro do Partido Republicano.

O Partido Republicano é o outro grande partido político dos Estados Unidos. Desde a década de 1880 é conhecido pela alcunha Grand Old Party (GOP - Grande Partido Velho). Fundado em 1854 por ativistas antiescravidão e modernizadores, o Partido Republicano ganhou notoriedade em 1860 com a eleição de Abraham Lincoln, que usou a máquina partidária para conseguir apoio para vencer a Guerra Civil Americana. O GOP dominou a política estadunidense por dois períodos, de 1854 a 1932. Atualmente, o Partido Republicano apoia uma plataforma política conservadora, que prega o liberalismo econômico, o conservadorismo fiscal e o conservadorismo social.
Em 2004, o GOP possuía 55 milhões de eleitores afirmando serem filiados ao partido. O último presidente republicano a comandar a Casa Branca foi Donald Trump, eleito em 2016 o republicano ficou no cargo até 2020, quando perdeu a eleição para o democrata Joe Biden.

### Outros partidos
Além dos dois maiores partidos, os Estados Unidos possuem uma série de outros partidos políticos que recebem apoio mínimo nas eleições gerais e não aparecem nas cédulas de todos os estados (com exceção do Partido Libertário e do Partido Verde). Os maiores são:
- Partido da Constituição: Partido conservador fundado como o Partido dos Contribuintes dos Estados Unidos em 1992. O nome do partido foi oficialmente mudado em 1999; no entanto, alguns diretórios estaduais mantiveram o nome original. Segundo o especialista nas regras de acesso a cédulas de votação Richard Winnger, é o terceiro maior partido nacional no número de eleitores filiados, com mais de 438.222 membros segundo dados outubro de 2008-2009.[9] Isso faz dele o terceiro maior partido dos Estados Unidos. O Partido da Constituição defende uma plataforma baseada naquilo que acredita ser a intenção original dos Pais Fundadores, princípios estes que estariam na Declaração de Independência e na Bíblia. Em 2001, Rick Jore, do estado de Montana, se tornou o primeiro membro do partido a ser eleito para o Poder Legislativo estadual.
- Partido Verde: Partido progressista fundado na década de 1980 que ganhou notoriedade nas eleições de 2000 com a candidatura de Ralph Nader à presidência dos Estados Unidos. Atualmente, a maior organização nacional com o nome Partido Verde nos Estados Unidos se chama Green Party of the United States, que eclipsou o anterior Green Party USA. O Partido Verde tem vencido eleições no nível municipal; a maioria dos candidatos verdes eleitos ganharam em eleições com cédulas não partidárias (isto é, quando os partidos dos candidatos não são divulgados nas cédulas de votação).[10] Em 2005, o partido tinha 305 000 membros afiliados no Distrito de Colúmbia e nos 20 estados que permitem filiação partidária.[11] Durante as eleições de 2006, o partido se tornou acessível nas cédulas de votação em 31 estados.[12] A plataforma do Partido Verde enfatiza o ambientalismo, a democracia participativa, a justiça social, o respeito à diversidade, a paz e a não violência.
- Partido Libertário: fundado em 11 de dezembro de 1971,[13] é um dos partidos menores mais longevos e maiores da história dos Estados Unidos, alegando ter mais de 200 000 eleitores afiliados e mais de 600 partidários eleitos para cargos públicos,[14] incluindo prefeitos, executivos de condados, membros de câmaras municipais, membros de conselhos escolares e outras autoridades locais. Segundo informações do próprio partido, este teria mais pessoas em cargos públicos do que todos os outros partidos pequenos juntos.[14] A plataforma política do Partido Libertário reflete a defesa do liberalismo que seus partidários fazem, defendendo a regulação mínima da economia, o mercado laissez-faire, a proteção das liberdades civis, a não regulação das fronteiras e o não intervencionismo na política de outros países, defendendo uma política externa que respeite a liberdade de comércio e de circulação entre todos os países.

### Independentes
Alguns candidatos a postos políticos — e muitos eleitores — escolhem não se afiliar a nenhum partido político. Em alguns estados, os independentes não podem votar em eleições primárias, enquanto em outros eles podem votar em qualquer primária que quiserem. Os independentes podem ser de qualquer posição política, mas o termo geralmente se refere aos políticos ou eleitores que têm visões centristas que incorporam facetas da ideologia dos partidos Democrata e Republicano.

## Comparação entre os partidos
A tabela abaixo classifica as ideologias políticas mais comumente associadas aos seis maiores partidos políticos dos Estados Unidos, assim como a posição oficial dos partidos em algumas questões sociais. Divergências podem ser encontradas dentro dos partidos, uma vez que nem todos os membros de um partido se submetem a todas as posições que este adota; geralmente, o nível de variação é maior entre os grandes partidos (Democrata e Republicano). Deve-se notar que os membros dos partidos podem ter opiniões divergentes em relação às questões abaixo, no que diz respeito a se elas devem ser reguladas por uma legislação estadual ou federal.
| Questões                         | Questões                              | Partido Verde                                   | Partido da Justiça                                 | Partido Democrata                                            | Partido Libertário                                  | Partido Republicano                                                 | Partido da Constituição                                                    |
| -------------------------------- | ------------------------------------- | ----------------------------------------------- | -------------------------------------------------- | ------------------------------------------------------------ | --------------------------------------------------- | ------------------------------------------------------------------- | -------------------------------------------------------------------------- |
| Plataforma política              | Plataforma política                   | - Ambientalismo - Eco-socialismo - Progressismo | - Ambientalismo - Social democracia - Progressismo | - Liberalismo americano - Liberalismo moderno - Progressismo | - Libertarismo - Liberalismo clássico - Minarquismo | - Conservadorismo - Conservadorismo fiscal - Conservadorismo social | - Nacionalismo cristão - Paleoconservadorismo - Conservadorismo libertário |
| Maiores questões sociais dos EUA | Restrição ao aborto                   | Não                                             | Não                                                | Não                                                          | Não                                                 | Sim                                                                 | Sim                                                                        |
| Maiores questões sociais dos EUA | Financiamento público de campanhas    | Sim                                             | Sim                                                | Sim                                                          | Não                                                 | Não                                                                 | Não                                                                        |
| Maiores questões sociais dos EUA | Casamento entre pessoas do mesmo sexo | Sim                                             | Sim                                                | Sim                                                          | Sim                                                 | Não                                                                 | Não                                                                        |
| Maiores questões sociais dos EUA | Sistema público de saúde              | Sim                                             | Sim                                                | Sim                                                          | Não                                                 | Não                                                                 | Não                                                                        |
| Maiores questões sociais dos EUA | Imposto progressivo                   | Sim                                             | Sim                                                | Sim                                                          | Não                                                 | Não                                                                 | Não                                                                        |
| Maiores questões sociais dos EUA | Restrições à imigração                | Não                                             | Não                                                | Não                                                          | Não                                                 | Sim                                                                 | Sim                                                                        |
| Maiores questões sociais dos EUA | Pena de morte                         | Não                                             | Não                                                | Não                                                          | Não                                                 | Sim                                                                 | Sim                                                                        |
| Maiores questões sociais dos EUA | Legalização de drogas                 | Sim                                             | Sim                                                | Sim                                                          | Sim                                                 | Não                                                                 | Não                                                                        |
| Maiores questões sociais dos EUA | Controle do porte de armas            | Sim                                             | Sim                                                | Sim                                                          | Não                                                 | Não                                                                 | Não                                                                        |
| Maiores questões sociais dos EUA | Não intervencionismo                  | Sim                                             | Sim                                                | Não                                                          | Sim                                                 | Não                                                                 | Sim                                                                        |